# Heteropogon macerinus
Heteropogon macerinus là một loài ruồi trong họ Asilidae. Heteropogon macerinus được Walker miêu tả năm 1849.